# Strage degli innocenti (Giotto)

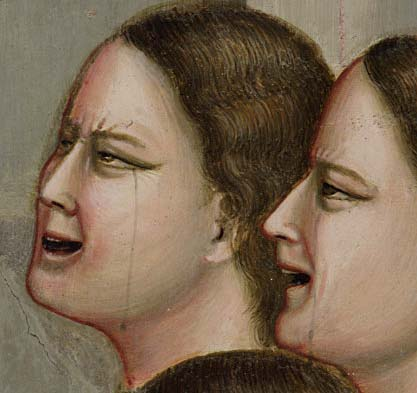
Dettaglio delle lacrime

La Strage degli innocenti è un affresco (200x185 cm) di Giotto, databile al 1303-1305 circa e facente parte del ciclo della Cappella degli Scrovegni a Padova. È compresa nelle Storie di Gesù del registro centrale superiore, nella parete destra guardando verso l'altare.

## Descrizione e stile
La scena, di crudo realismo, è una delle più drammatiche del ciclo, anche se nel 1951 Pietro Toesca ne rilevò una certa artificiosità e qualche difetto nel movimento dei personaggi ipotizzando la presenza di interventi di collaboratori, ipotesi poi ridimensionata dalla critica successiva. 
Come in altre scene del ciclo l'architettura dello sfondo aiuta a definire i gruppi di figure e, in generale, facilitare la lettura della scena. In alto a sinistra, da un balcone coperto, Erode impartisce il comando di uccidere tutti i fanciulli nati negli ultimi mesi, stendendo eloquentemente il braccio. Destinatarie del provvedimento sono le madri disperate, raggruppate dietro un edificio a pianta centrale (ispirato al Battistero di Firenze o forse all'abside della chiesa di San Francesco a Bologna), che si vedono strappare i figli dal gruppo dei carnefici, in particolare i due al centro, armati e in pose dinamicamente drammatiche e trattati con colori cupi. In basso stanno già i corpi ammassati di numerosi fanciulli, che sembrano quasi travalicare la cornice dell'affresco per franare oltre. A sinistra infine alcuni spettatori mostrano tutto il loro turbamento abbassando la testa e facendo espressioni di rassegnata contrarietà. 
I bambini sono più grandi del normale, probabilmente per farne protagonisti della scena. Le madri hanno espressioni profondamente angosciate, con la bocca dischiusa in un lamento comune e le guance rigate dalle lacrime, come riemerso con l'ultimo restauro. 
Come in altre scene su questo lato della parete l'azzurro di lapislazzuli, steso probabilmente a secco, è in più punti danneggiato da graffi e cadute di colore, nel cielo come nella veste della donna a destra.

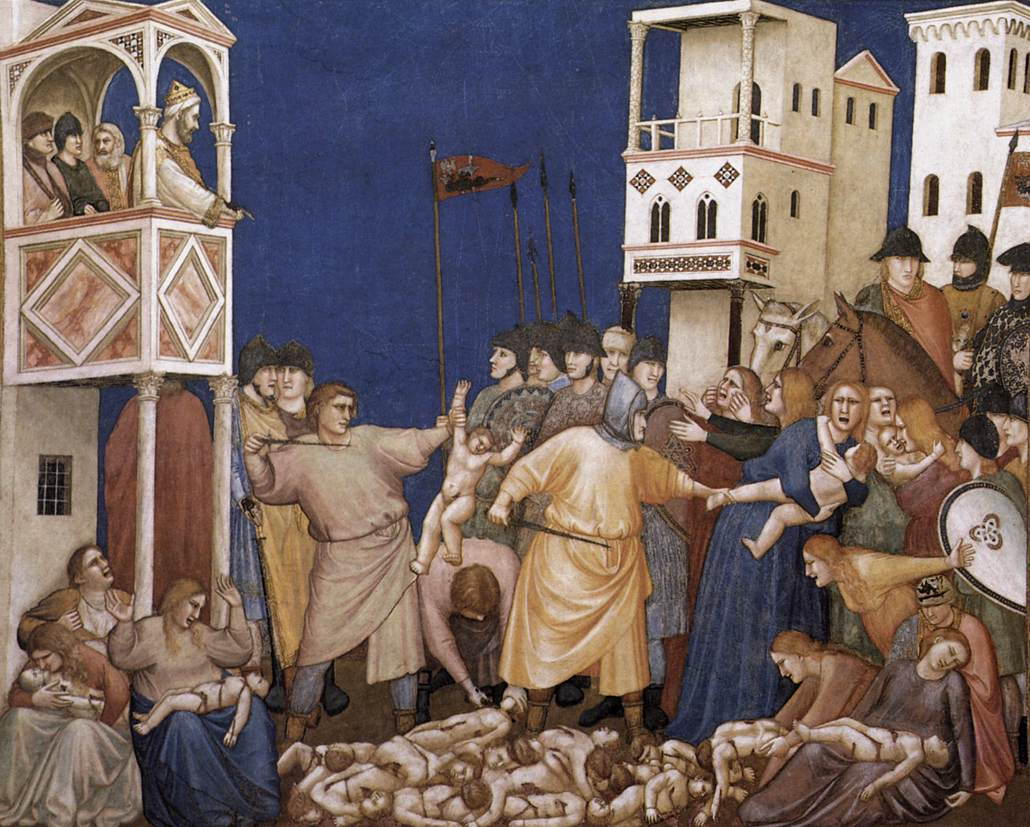
La Strage degli innocenti di Giotto e bottega nel transetto destro della basilica inferiore di Assisi